# Instituto de Biocomputación y Física de Sistemas Complejos
El Instituto de Biocomputación y Física de Sistemas Complejos (BIFI) es un centro de investigación de la Universidad de Zaragoza dedicado al estudio de los sistemas complejos desde una perspectiva multidisciplinar. En esta Institución, bioquímicos, físicos, matemáticos, informáticos e investigadores de otras áreas estudian los sistemas complejos, así como diferentes procesos y fenómenos relacionados con los mismos (plegamiento de proteínas, interacción entre enfermedades, redes multicapa, propagación de epidemias, fenómenos sociales colectivos, etc.). El objetivo final es desentrañar diversos aspectos de la complejidad, promover la ciencia básica, evaluar el impacto de la investigación aplicada y sus posibles beneficios para la sociedad.

## Historia
El Instituto BIFI se fundó en octubre del año 2002 por parte de un grupo de profesores de la Facultad de Ciencias de la Universidad de Zaragoza, pertenecientes a los departamentos de Física Teórica, Física de la Materia Condensada y Bioquímica y Biología Molecular. Su primer director fue el matemático, José Félix Sáenz Lorenzo (2002-2011).
De noviembre de 2003 al 2010, el BIFI estuvo ubicado en el Edificio Cervantes, sito en la calle Corona de Aragón de la ciudad de Zaragoza. En octubre de 2006, se adhiere a la Red Española de Supercomputación, alojando así al superordenador CaesarAugusta. Este nodo entró en funcionamiento a finales de 2007. En el año 2010, el BIFI trasladó sus instalaciones al Edificio I+D+i, situado en el Campus Universitario Río Ebro, en el Actur, Zaragoza; diseñado para acoger a los institutos de investigación de la Universidad de Zaragoza (UNIZAR). En este edificio se encuentran ubicadas también las instalaciones del Instituto de Nanociencia de Aragón (INA), el Instituto de Investigación en Ingeniería de Aragón (I3A) y el Centro Científico de Modelado Avanzado de Zaragoza (ZCAM).

## Líneas de investigación y Objetivos
La investigación desarrollada en el BIFI se divide en 4 macroáreas:
- Bioquímica y Biología Molecular y Celular (BMC)
- Biofísica
- Computación
- Física

Los objetivos fundamentales del BIFI son: transferir el conocimiento básico, fomentar la innovación y preparar a una nueva generación de jóvenes científicos en el uso de técnicas y métodos de diferentes disciplinas. En el BIFI se promueve, además, una cultura científica abierta e innovadora, así como el desarrollo de una red de colaboraciones con Instituciones de reconocido prestigio a nivel nacional e internacional.
La ciencia del siglo XXI tiene un marcado carácter multidisciplinar y el análisis de los sistemas complejos sobre la base del principio holístico que considera que “el todo es mucho más que la suma de sus partes” es la esencia y el punto de partida de nuestra investigación.
Las actividades del Instituto incluyen también la organización de seminarios y de congresos nacionales e internacionales. Es válido destacar la sólida proyección institucional durante los últimos años y el creciente número de colaboraciones que el BIFI ha ido estableciendo progresivamente con el mundo empresarial.

## Infraestructuras

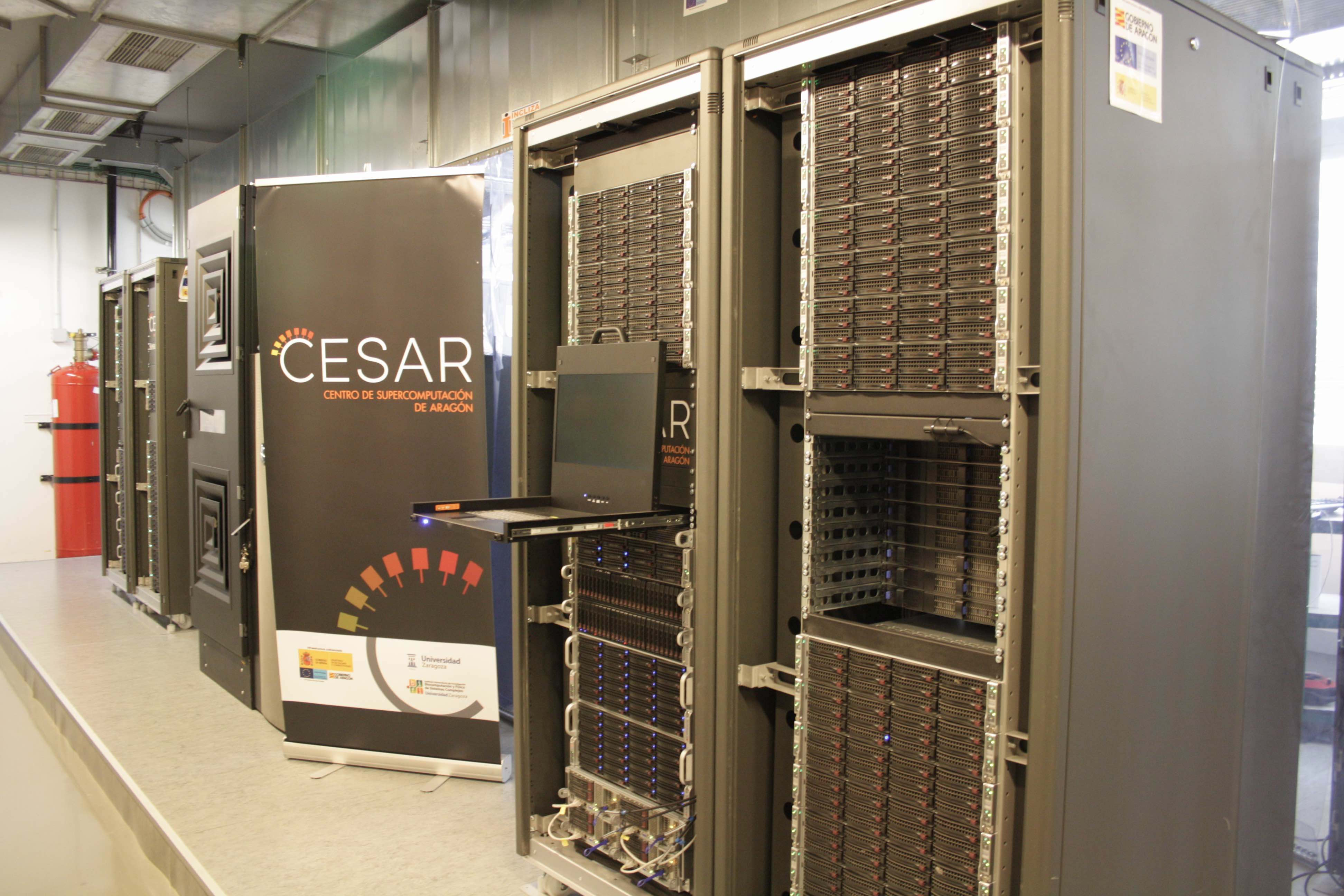
Laboratorio de Supercomputación.

El Laboratorio de Supercomputación aloja la mayor parte de nuestros recursos informáticos: El potente clúster "Terminus", los nodos en proyectos europeos relacionados con las tecnologías Grid Computing, servidores de almacenamiento masivo, un repositorio openSUSE, etc. El Instituto BIFI también opera “Caesaraugusta”, un superordenador con 3.072 núcleos y 25 TFLOPs, que es el nodo actual de Aragón en la Red Española de Supercomuputación (RES). Esta infraestructura se complementa con más de 10 000 núcleos de computación voluntaria (el proyecto Ibercivis) y dos máquinas de propósito especial (JANUS I y JANUS II) dedicadas a cálculos en ciencia de materiales que equivalen a varios miles de núcleos. Por otra parte, se ha inaugurado CESAR, el Centro de Supercomputación de Aragón, que añade instalaciones informáticas de última generación para ofrecer servicio a muchos usuarios en nuestra comunidad autónoma.  

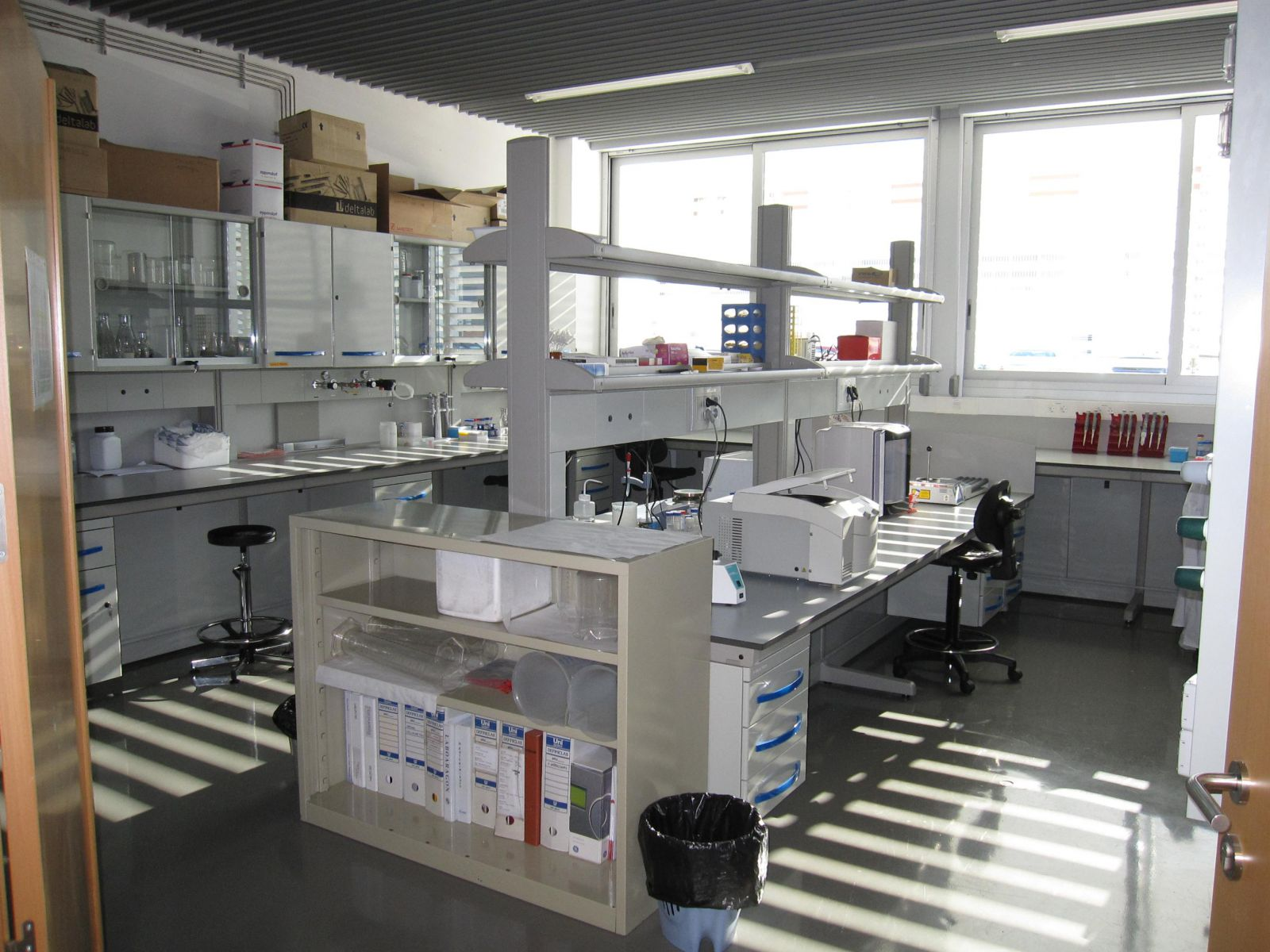
Laboratorio de Bioquímica.

Los laboratorios de Bioquímica, y Cristalografía cuentan también con importantes recursos y equipamientos de última generación para las diferentes tareas vinculadas
con la investigación en las áreas de Bioquímica y Biofísica. Entre estos se encuentran:
- un sistema de microscopía multidimensional Leica DMI 6000B que cuenta con luz estructurada (OptiGrid) y software de análisis MMAF (Metamorph);
- VP-ITC:calorímetro de titulación isotérmica para la determinación del calor de reacción en losprocesos físico-químicos;
- FluDíaT70: un lector de placas de fluorescencia;
- BiacoreT200: un sistema de análisis basado en el fenómeno de la resonancia de plasmon superficial (SPR) que permite controlar la interacción entre moléculas en tiempo real,etc.

En el área de Socio-Física se llevan a cabo experimentos presenciales y en línea para estudiar el comportamiento humano y analizar los mecanismos que permiten el surgimiento y desarrollo de la cooperación. A través de la simulación de escenarios cada vez más realistas, se extraen importantes conclusiones sobre cómo se comportan los individuos ante determinados dilemas sociales como el cambio climático. Todo esto permite a las instituciones gubernamentales pertinentes evaluar y rediseñar políticas económicas, sociales y de cooperación de manera más eficiente. Para este propósito, contamos con una base de datos propia de más de 6000 voluntarios (Nectunt).